# Mạng viễn thông
Mạng viễn thông là một tập hợp các nút thiết bị đầu cuối, liên kết và bất kỳ các nút trung gian được kết nối để cho phép truyền thông giữa các thiết bị đầu cuối.

## Một số thành phần
- Anten – Truyền sóng
- Chất lượng dịch vụ mạng
- Hệ thống viễn thông
- Kỹ thuật logic nhanh
- Kỹ thuật siêu cao tần
- Lý thuyết thông tin và mã hóa
- Mạch điện tử thông tin
- Mạch tích hợp siêu cao tần
- Mã hóa kênh truyền
- Mạng thông tin dữ liệu
- Mạng cảm biến vô tuyến
- Mật mã hoá và an ninh mạng
- Phân tích và thiết kế anten
- Phương pháp tối ưu và ứng dụng
- Thiết kế vi mạch cao tần
- Thiết kế vi mạch tương tự nâng cao
- Thông tin di động
- Thông tin sợi quang
- Thông tin số
- Truyền số liệu và mạng
- Xử lý ảnh nâng cao
- Xử lý tín hiệu ngẫu nhiên
- Xử lý tín hiệu số
- Xử lý video và ứng dụng